# Vede o Zemlji
Véde o Zêmlji (tudi znánosti o Zêmlji ali géoznánosti) so naravoslovne vede, ki raziskujejo Zemljo in pojave na njej. Te vede so geologija, geofizika, meteorologija, fizikalna geografija v nasprotju z geomorfologijo, pedologijo, mineralogijo, paleontologijo (tudi paleobiologija), sedimentologijo, geodezijo in drugimi vedami. Vede o morju in okoljske vede so veje vede o Zemlji. Vede o Zemlji lahko obravnavamo kot veje planetologije.

### Seznam glavnih tem ved o Zemlji
- ekonomska geologija
- okoljska geologija
- geokemija
- geokronologija
- geomagnetizem
- geomorfologija
- gemologija
- geostatistika
- zgodovinska geologija
- pomorska geologija
- metamorfna geologija
- meteorologija
- mineralogija
- rudarstvo
- oceanografija
- paleogeografija
- paleontologija
- pedologija
- planetarna geologija
- fizikalna geodezija
- fizikalna geologija
- petrogeologija
- kvartarna geologija
- sedimentologija
- seizmologija
- stratigrafija
- strukturalna geologija
- vulkanologija